# Balanyi Béla
Balanyi Béla (Kecskemét, 1911. február 1. – Nagykőrös, 2002. április 28.) magyar levéltáros, múzeumigazgató, Balanyi Bibiána nagyapja.

## Életpályája
Szülei Balanyi Gergely és Dobos Mária voltak. A kolozsvári Ferenc József Tudományegyetemen szerzett állam- és jogtudományi oklevelet 1942-ben. Ezután Nagykőrösön közigazgatási gyakornok, közművelődési előadó volt 1942 és 1945 között. 1945 és 1949 között Nagykőrösön ún. kihágási és községi bíróként működött. Ezt követően a Kecskeméti Állami Levéltár levéltárosa (1950–1953), majd a Bács-Kiskun Megyei Levéltár igazgatója (1953–1973) volt. 1950 és 1972 között ellátta a nagykőrösi Arany János Múzeum igazgatói teendőit is.

## Kutatási területe
Nagykőrös város történetével, régészeti emlékeivel foglalkozott.Sokat tett a Nagykőrösi Levéltár iratainak megmentése érdekében: kezdeményezte ezeknek a Kecskeméti Levéltárba történő áthelyezését és különgyűjteményben való kezelésüket. Régészeti terepbejárásai során kőkori, bronzkori, szarmata, népvándorlás-kori, illetve Árpád-kori faluhelyeket fedezett fel. Szobrászként domborműveket, portrékat készített, alkotásai köztérre kerültek, illetve kiállításon mutatta be őket. Négy kötetnyi naplója, amelyet 33 éven át vezetett, kéziratban maradt.

## Művei
- Két falu volt-e Nagykőrös? (Nagykőrösi Híradó, 1959)
- Fejezetek Kecskemét város levéltárának történetéből. (Levéltári Híradó, 1960)
- Adatok Lászlófalva történetéhez. (Népkutatás, 1964/65)
- Szarmata falu Kocséron. (Nagykőrösi Híradó, 1979)
- A három város és II. Rákóczi Ferenc szabadságharca. (Fejezetek Pest megye történetéből, 1979)
- Nagykőrös késő középkori erődítései. (Falvak és mezővárosok az Alföldön. Nagykőrös, 1986)
- Tiszabögi Kincsemparton végzett régészeti feltárások. (Kécskei Kalendárium, 1990)
- A nagykőrösi szőlő-, gyümölcs- és zöldségtermesztés múltja. (Néprajzi tanulmányok Ikvai Nándor emlékére. Nagykőrös, 1994)
- Új nagykőrösi Athenas. I. A nagykőrösi temetőkben nyugvó híres emberek. Rácz Lajossal, Ványi Jenővel. (Nagykőrös, 1994)
- Ásatási napló. A középkori Bög község templomai. (Népfőiskolai füzetek. Lakitelek, 1998)
- Tiszakécske története 1849-ig. (Tiszakécske, 2001)
- Kecskemét város feudáliskori iratainak repertóriuma és raktárjegyzékei. (szerk., Kecskemét, 1962)
- A Bács-Kiskun Megyei Levéltár – volt Kecskeméti Állami Levéltár – fondjainak jegyzéke. (Összeállító, (Bp., 1974).

## Díjai, elismerései
- Három alkalommal (1975, 1987, 1995) kapta meg a Pro Urbe Nagykőrös díjat.